# Beata Zagórska-Marek
Beata Zagórska-Marek – polska biolog, dr hab., profesor zwyczajny Instytutu Biologii Eksperymentalnej Wydziału Nauk Biologicznych Uniwersytetu Wrocławskiego.

## Życiorys
Uzyskała stopień doktora habilitowanego, a 21 listopada 1996 nadano jej tytuł profesora w zakresie nauk biologicznych. Pełniła funkcję dyrektora Instytutu Biologii Roślin Wydziału Nauk Biologicznych Uniwersytetu Wrocławskiego, członka Komitetu Botaniki II Wydziału Nauk Biologicznych Polskiej Akademii Nauk, oraz prezydenta Polskiego Towarzystwa Biologii Eksperymentalnej Roślin.
Objęła stanowisko profesora zwyczajnego w Instytucie Biologii Eksperymentalnej na Wydziale Nauk Biologicznych Uniwersytetu Wrocławskiego.

## Publikacje
- 2006: Signals flowing from mature tissues to SAM determine the phyllotactic pattern continuity in successive annual increments of the conifer shoot[1]
- 2008: The diversity of magnolia phyllotaxis in vivo and in silico[1]
- 2008: Vertical migration of rays leads to the development of a double-storied phenotype in the cambium of Aesculus turbinate[1]
- 2010: Magnolia w naturze, eksperymencie i… komputerze[1]